# 耒陽州
耒陽州（らいようしゅう）は、中国にかつて存在した州。現在の湖南省耒陽市一帯に設置された。
1282年（至元19年）、元代により耒陽県は耒陽州に昇格し、湖南道に属した。洪武3年（1370年）、明代により耒陽州は耒陽県に降格した。